# رمز وطني

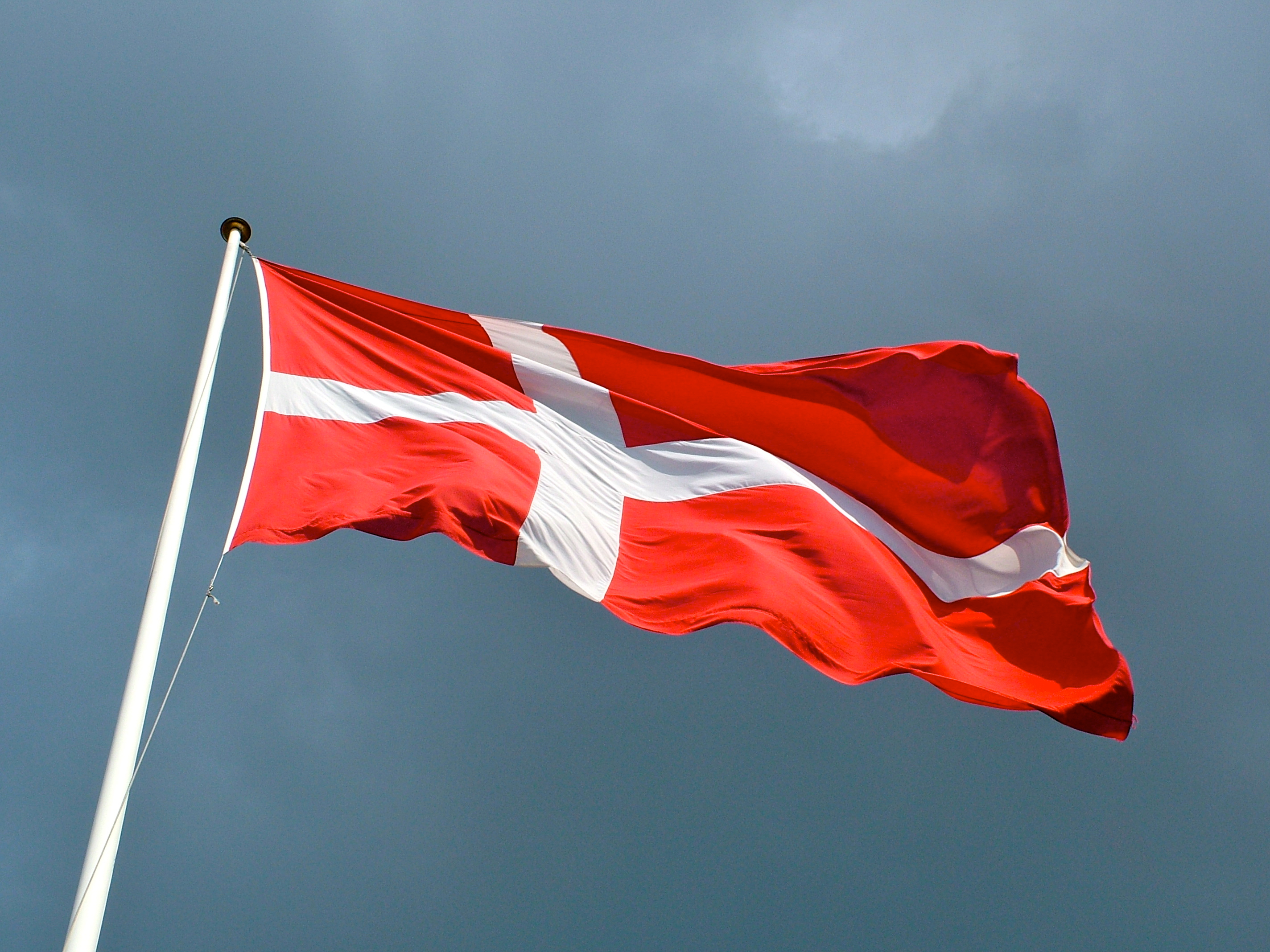

رمز وطني هو رمز لأي كيان يعتبر نفسه ويظهر للعالم كمجتمع وطني كالدول ذات السيادة ولكن أيضا الأمم والدول في حالة الاستعمار أو غيرها من حالات الحماية أو التبعية ، كذلك المجتمعات القومية أو ذات الإثنية الثقافية المستقلة على الرغم من عدم وجود استقلالية سياسية. والرموز الوطنية تنوي توحيد الناس من خلال خلق تمثيل بصري أو لفظي أو أبداع معين للشعب الوطني أو القيم أو الأهداف أو التاريخ. وغالبا ما تتجمع هذه الرموز كجزء من احتفالات القومية أو القومية الطموحة (مثل الاستقلال أو الحكم الذاتي أو حركات الانفصال)، وهي مصممة لتكون شاملة وممثلة لجميع أفراد المجتمع الوطني.